# Give In to Me
«Give In to Me» (с англ. — «Сдайся мне») — песня американского автора-исполнителя Майкла Джексона. Седьмой сингл из восьмого студийного альбома музыканта Dangerous. Был выпущен на лейбле Epic Records в феврале 1993 года. В США и Канаде в качестве сингла трек не выпускался.
Критики отнесли «Give In to Me» к жанрам хард-рока и хэви-метала. Композиция возглавила хит-парад Новой Зеландии и заняла вторые строчки чартов Великобритании и Ирландии. Видеоклип на песню был снят режиссёром Энди Мораханом. Премьера ролика на телевидении состоялась 10 февраля 1993 года во время трансляции интервью Джексона Опре Уинфри.

## История создания и особенности композиции
Песня была написана Джексоном и Биллом Боттреллом в период подготовки альбома Dangerous. Гитарный рифф и соло были исполнены  гитаристом Guns N’ Roses Слэшем. Джексон прислал ему сырую демоверсию, музыканты созвонились и договорились о записи. Графики артистов не совпадали, гитарист был на гастролях, и запись партии состоялась лишь по его возвращении. Слэш вспоминал: «Майкл хотел, чтобы я просто сыграл что-то в своём стиле, никакого давления. Я вошёл [в студию] и начал играть — вот и всё. Мы были на одной волне».
В куплетах певец повествует о предательстве его бывшей возлюбленной, о боли, которую он в связи с этим испытывает. В припеве герой истории требует: «Любовь — это чувство, дари мне его, когда я захочу. Утоли мои желания, потому что я в огне» («Love is a feeling/Give it when I want it/'Cause I’m on fire/Quench my desire»). Критики отнесли «Give In to Me» к жанрам хард-рока и хэви-метала.

## Выпуск сингла и реакция критиков
«Give In to Me» был выпущен в качестве седьмого сингла из альбома Джексона Dangerous 13 февраля 1993 года. Песня поступила в продажу на виниловых пластинках, CD и компакт-кассетах. В США и Канаде сингл выпущен не был. Композиция возглавила хит-парад Новой Зеландии и заняла вторые строчки чартов Великобритании и Ирландии.
Журналист Rolling Stone назвал «Give In to Me» одной из самых искусных мрачных песен Джексона: «Эта зловещая композиция будто создана изо льда и теней. Музыкант звучит в припеве неистово, арпеджио Слэша опутывают песню, словно паутина». «Пробирающая до мурашек» композиция является лучшим исполнением хард-рока в карьере Джексона по мнению обозревателя Entertainment Weekly.

## Музыкальное видео
Видеоклип на песню был снят режиссёром Энди Мораханом. Двухчасовые съёмки прошли в одном из немецких ночных клубов. Ролик представляет собой концертное выступление Джексона с песней перед публикой. Премьера видеоклипа на телевидении состоялась 10 февраля 1993 года во время трансляции интервью Джексона Опре Уинфри.

## Список композиций
- 7" (номер в каталоге Epic Records — 658946 7)[6]

| №  | Название        | Длительность |
| -- | --------------- | ------------ |
| 1. | «Give In to Me» | 4:43         |

| №  | Название      | Длительность |
| -- | ------------- | ------------ |
| 2. | «Dirty Diana» | 4:40         |

- 12" (номер в каталоге Epic Records — 658946 6)[6]

| №  | Название                        | Длительность |
| -- | ------------------------------- | ------------ |
| 1. | «Give In to Me» (Album Version) | 5:29         |
| 2. | «Dirty Diana» (Album Version)   | 4:52         |

| №  | Название                        | Длительность |
| -- | ------------------------------- | ------------ |
| 3. | «Give In to Me» (Vocal Version) | 4:43         |
| 4. | «Beat It» (Album Version)       | 4:17         |

- CD (номер в каталоге Epic Records — 659069 2)[6]

| №  | Название                        | Длительность |
| -- | ------------------------------- | ------------ |
| 1. | «Give In to Me» (Album Version) | 5:26         |
| 2. | «Dirty Diana» (Album Version)   | 4:52         |
| 3. | «Beat It» (Album Version)       | 4:17         |

## Участники записи
- Майкл Джексон — текст, музыка, вокал, бэк-вокал
- Билл Боттрелл — музыка, запись, микширование, бас-гитара, меллотрон, ударные, гитара
- Слэш — соло-гитара
- Джим Митчелл, Крейг Брок — запись гитар
- Тим Пирс — гитара

## Позиции в чартах
| Чарт (1993)        | Высшая позиция |
| ------------------ | -------------- |
| Австралия          | 4              |
| Австрия            | 12             |
| Бельгия (Фландрия) | 13             |
| Великобритания     | 2              |
| Германия           | 10             |
| Зимбабве           | 1              |
| Ирландия           | 2              |
| Италия             | 11             |
| Нидерланды         | 4              |
| Новая Зеландия     | 1              |
| Норвегия           | 7              |
| Польша             | 1              |
| Франция            | 7              |
| Швейцария          | 7              |
| Швеция             | 15             |